# مجلس المنظمات الدولية للعلوم الطبية
مجلس المنظمات الدولية للعلوم الطبية ( CIOMS ): هُو منظمة دولية غير حكومية تضم 40 مجموعة أعضاء دولية ووطنية ومنتسبة تُمثل مٌجتمع العلوم الطبية الحيوية . 
تم تأسيسهُ بشكل مشترك من قبلِ منظمة الصحة العالمية (WHO) ومنظمة الأمم المتحدة للتربية والعلم والثقافة (اليونسكو) في عامِ 1949 خلفًا للمؤتمر الطبي الدولي الذي نظم 17 مُؤتمر من عامِ 1867 حتى إندلاع الحرب العالمية الأولى عام 1913. 
و الهدف الرئيسي للمجموعة هو تعزيز الصحة العامة من خلالِ نشر مبادئ توجيهية بشأن الأخلاقيات وتطوير المنتجات والسلامة في البحوث الطبية مثل المبادئ التوجيهية الأخلاقية الدولية لعام 2016 للبحوث المتعلقة بالصحة والتي تشمل البشر. 

## الحكم
تجتمع الجمعية العامة لجميع المنظمات الأعضاء في CIOMS كل عام بالتناوب بين التنسيقات الشخصية والمؤتمرات عن بعد ، لانتخاب اللجنة التنفيذية ورئيسها المصوت.
تجتمعُ اللجنة التنفيذية المكونة من اثني عشر ممثلاً من المجموعات الأعضاء الوطنية والدولية مرة واحدة على الأقل سنويًا ، وتقوم بتعيين ، وتوجيه الأمانة العامة ، التي تتألف من الأمين العام وفريقهم في جنيف سويسرا. و يُمكن للجنة التنفيذية دعوة مراقبين خاصين وخبراء فنيين ليس لهم حق التصويت. 

## الموائد المستديرة ومجموعات العمل
وبعد تأسيسها في عام 1948م من قِبل اليونسكو ومنظمة الصحة العالمية باعتبارها مجلس تنسيق المؤتمرات الطبية الدولية قامت هذه الوكالات المُتخصصة التابعة للأمم المتحدة بتمويلِ مؤتمرها الأول في بروكسل عاصمة بلجيكا . وفي عام 1952 تمت إعادة تسمية المجموعة لتُصبح مجلس المنظمات الدولية للعلوم الطبية (CIOMS) لتعكس التركيز على توجيه المنظمات الأعضاء التي تنظم داخليا مؤتمرات مُتخصصة في هذا المجال .
و من عام 1967 إلى عام 1997 نظمت موائد مستديرة سنوية حول موضوعات العلوم الطبية وتقدم شكل مؤتمر موحد: 
- I. علم الطب الحيوي ومشكلة التجربة البشرية باريس، فرنسا، 1967
- II. زرع القلب جنيف، سويسرا، 1968
- III. تقييم المخدرات: من المسؤول؟ ليوج، بلجيكا، 1968
- IV. البحوث الطبية: الأولويات والمسؤوليات، جنيف، سويسرا، 1969
- V. تدريب العمال البحثيين في العلوم الطبية، جنيف، سويسرا، 1970
- VI. إساءة استخدام المخدرات: استخدام غير طبي للمخدرات التي تنتج الإدمان، جنيف، سويسرا، 1971
- VII. التقدم الأخير في علم الأحياء والطب: آثارها الاجتماعية والأخلاقية، باريس، فرنسا، 1972
- اVII. حماية حقوق الإنسان في ضوء التقدم العلمي والتكنولوجي في علم الأحياء والطب، جنيف، سويسرا، 1973
- IX. الرعاية الطبية والاجتماع، ريو دي جانيرو، البرازيل، 1974
- X. احتياجات المجتمع في مجال الصحة: تحدي للتعليم الطبي أولم، ألمانيا، 1976
- XI. الاتجاهات والآفاق في مجال أبحاث وتطوير المخدرات، جنيف، سويسرا، 1977
- XII. الأخلاق الطبية وحماية حقوق الإنسان كاسكايس، البرتغال، 1978
- XIII. الاقتصاد والسياسة الصحية، جنيف، سويسرا، 1979
- XIV. الأخلاق الطبية والتعليم الطبي، المكسيك، 1980
- XV. التجربة البشرية والأخلاق الطبية، مانيلا، الفلبين، 1981
- XVI. الصحة للجميع - تحدي للبحث في مجال تطوير القوى العاملة في مجال الصحة، إيبادان، نيجيريا، 1982
- XVII. البحوث الطبية الحيوية التي تنطوي على الحيوانات - المبادئ التوجيهية الدولية المقترحة، جنيف، سويسرا، 1983
- XVIII. أخلاقيات السياسة الصحية وقيم الإنسان: حوار دولي، أثينا، اليونان، 1984
- XIV. الأطفال المضربون والاعتداء على الأطفال، برن، سويسرا، 1985
- XX. قوة العمل الصحي خارج التوازن الصراعات والآفاق، أكابولكو، المكسيك 1986
- XXI. سياسة الصحة والأخلاق والقيم البشرية: أوروبا وأمريكا الشمالية، نورودويك، هولندا، 1987
- -XXII. الأخلاق والقيم البشرية في تنظيم الأسرة، بانكوك، تايلاند، 1988
- XXIII . نقل التكنولوجيا الصحية: مسؤولية من؟ جنيف، سويسرا، 1989
- XXIV . الوراثة والأخلاق والقيم البشرية: خريطة الجينوم البشري، التفتيش الوراثي وعلاج الجينات، طوكيو ومدينة إينوياما، اليابان، 1990
- XXV. الأخلاق والأوبئة: المبادئ التوجيهية الدولية، جنيف، سويسرا، 1990
- XXVI. الأخلاق والبحث في الموضوعات البشرية المبادئ التوجيهية الدولية، جنيف، سويسرا، 1992
- XXVII. مراقبة المخدرات: التعاون الدولي - الماضي والحاضر والمستقبل، جنيف، سويسرا، 1993
- XXVIII. الفقر والضعف وقيمة الحياة البشرية وظهور الأخلاقيات الحيوية، إيكستابا، المكسيك، 1994
- إعلان إينوياما، متابعة للكونفرنس 1990، إينويامة وناغايو، 1995
- XXIX الأخلاق والإنصاف والصحة للجميع، جنيف، سويسرا، 1997

و في عام 1990م تحولت( CIOMS) إلى شكل تجميع مجموعات عمل من العلماء من الهيئات التنظيمية ،والصناعة ،والأوساط الأكاديمية للاجتماع لمدة 2-4 سنوات للتوصل إلى توافق في الآراء مع أصحاب المصلحة الآخرين ،ونشر المبادئ التوجيهية الموصى بها.  عندما تتكون مجموعات العمل من أعضاء (CIOMS) فقط يتم تعيين معرف تسلسلي لهم في حين تُعرف الشراكات مع المجموعات الخارجية بموضوعها المحدد:
- مجموعة العمل الأولى (I) (تأسست عام 1990): إعداد التقارير الدولية عن التفاعلات الدوائية الضارة
- مجموعة العمل الثانية(II) (تأسست عام 1992): إعداد التقارير الدولية عن ملخصات التحديث الدوري لسلامة الأدوية
- مجموعة العمل الثالثة (III) (تأسست عام 1995): المبادئ التوجيهية لإعداد المعلومات الأساسية المتعلقة بالسلامة السريرية للأدوية
- مجموعة العمل الرابعة(IV) (تأسست عام 1998): توازن الفوائد والمخاطر للأدوية المسوقة: تقييم إشارات السلامة
- القاموس الطبي الموحد لاستفسارات الأنشطة التنظيمية (MedDRA) (تأسس عام 2002)
- اليقظة الدوائية للقاحات (تأسست في نوفمبر 2005)
- مجموعة العمل الثامنة (VIII) (تأسست في سبتمبر 2006): كشف الإشارة
- مجموعة العمل التاسعة (IX) (تأسست في أبريل 2010): تقليل المخاطر
- مجموعة العمل العاشرة(X) (تأسست في سبتمبر 2010): التحليل التلوي
- أخلاقيات البيولوجيا (تأسست عام 2011)
- سلامة اللقاحات (تأسست عام 2013)
- إصابة الكبد الناجمة عن المخدرات (تأسست في أبريل 2017)
- البحوث السريرية في البيئات المحدودة الموارد (تأسست في نوفمبر 2017)
- مجموعة العمل الحادية عشرة (XI) (تأسست في أبريل 2018): مشاركة المريض
- مجموعة العمل الثانية عشرة(XII) (تأسست في سبتمبر 2019): توازن الفوائد والمخاطر للمنتجات الطبية
- مجموعة العمل الثالثة عشرة (XII) (تأسست في مارس 2020): بيانات العالم الحقيقي والأدلة الواقعية في اتخاذ القرارات التنظيمية
- مجموعة العمل الرابعة عشرة (XIV) (تأسست في مايو 2022): الذكاء الاصطناعي في التيقظ الدوائي

## المنشورات
في مارس 1959م ترأس أوستن برادفورد هيل الذي كان آنذاك مديرً لوحدة البحوث الإحصائية التابعة لمجلس البحوث الطبية في المملكة المتحدة مؤتمر مجلس المنظمات الدولية للعلوم الطبية في فيينا حول التجارب السريرية الخاضعة للرقابة. وعلقت الإجراءات التي نشرت في عام 1960م على أخلاقيات البحث والتصميم التجريبي والتحليل الإحصائي.
سيحدد هيل لاحقًا " معايير برادفورد هيل " لإقامة علاقات سببية بين الظواهر المرتبطة إحصائيًا. 
وضع هذا المنشور الأساس لإصدارات مجلس المنظمات الدولية للعلوم الطبية للأعوام 1982 و1993 و2002 و2009 و2016 من المبادئ التوجيهية الأخلاقية الدولية للبحوث المتعلقة بالصحة والتي تشمل البشر .  وقد تمت الإشادة بهذه المبادئ التوجيهية لأنها تشمل أصحاب مصلحة مُتنوعين من البلدان المُنخفضة والمُتوسطة الدخل مقارنة بإعلان هلسنكي الذي كتبهُ أطباء الجمعية الطبية العالمية . ورغم أن الوثيقتين ليستا ملزمتين قانونياً مثل اتفاقية أوفييدو التي أقرها مجلس أوروبا إلا أن دورها كمبادئ توجيهية موصى بها يتجنب الإمبريالية الأخلاقية. 
أنتجت مجموعةُ العملِ الأولى لـ مجلس المنظمات الدولية للعلوم الطبية نموذجًا للإبلاغ عن التفاعلات الدوائية الضارة والتي شكلت المبادئ التوجيهية E2B للمجلس الدولي لتنسيق المتطلبات الفنية للمستحضرات الصيدلانية للاستخدام البشري (ICH) . 
استخدمت المنظمة الدولية للمعايير (ISO) واللجنة الأوروبية للمعايير (CEN) والمستوى الصحي 7 الدولي (HL7) هذه الإرشادات في نشرِِِ معايير ISO/HL7 27953:2011 بشأن المعلوماتية الصحية: تقارير سلامة الحالات الفردية (ICSRs) في اليقظة الدوائية. 

## العضوية
المصدر: 

### الأعضاء الدوليون
- الكلية الدولية لأمراض الأوعية الدموية [الإنجليزية]
- الاتحاد الدولي لجمعيات الأطباء الصيدلانيين والطب الصيدلاني [الإنجليزية]
- الاتحاد الدولي لجمعيات الأنف والأذن والحنجرة [الإنجليزية]
- الجمعية الدولية لطب الأنف [الإنجليزية]
- الجمعية الدولية للطب الباطني [الإنجليزية]
- الجمعية الدولية لعلم الوبائيات الدوائية [الإنجليزية]
- الجمعية الدولية للتيقظ الدوائي
- الاتحاد الدولي لعلم الصيدلة الأساسي والسريري
- الرابطة الدولية لنساء الطب
- المنظمة العالمية للحساسية
- الرابطة العالمية لجمعيات علم الأمراض والطب المخبري [الإنجليزية]
- الجمعية الطبية العالمية

### الأعضاء الوطنيين
- بنغلاديش، مجلس البحوث الطبية في بنغلاديش
- بلجيكا، الأكاديمية الملكية للطب في بلجيكا [الإنجليزية]
- جمهورية التشيك، الجمعية الطبية التشيكية [الإنجليزية]
- جورجيا، الجمعية الجورجية لعلم الصيدلة [الإنجليزية]
- ألمانيا، رابطة الجمعيات الطبية العلمية في ألمانيا
- الهند، المجلس الهندي للبحوث الطبية
- دولة الاحتلال الإسرائيلي، الأكاديمية الإسرائيلية للعلوم والإنسانيات
- جمهورية كوريا، الأكاديمية الكورية للعلوم الطبية [الإنجليزية]
- جنوب أفريقيا، مجلس البحوث الطبية في جنوب أفريقيا
- سويسرا، الأكاديمية السويسرية للعلوم الطبية [الإنجليزية]

### الأعضاء المنتسبين
- الجمعية الأمريكية لأخلاقيات البيولوجيا والعلوم الإنسانية
- أكاديمية آسيا والمحيط الهادئ لطب العيون [الإنجليزية]
- اConsulta di Bioetic
- اتحاد المنظمات الطبية البولندية في الخارج [الإنجليزية]
- تحالف الممارسة السريرية الجيدة [الإنجليزية]
- المجلس الدولي لعلوم حيوانات المختبر [الإنجليزية]
- الاتحاد الدولي للكيمياء السريرية والطب المخبري
- الاتحاد الدولي لرابطات طلاب الطب
- الأكاديمية الدولية للعلوم الطبية
- الجمعية الدولية لاعتلال الدماغ الكبدي واستقلاب النيتروجين [الإنجليزية]
- الاتحاد الدولي للجمعيات الميكروبيولوجية
- الاتحاد الدولي للعلوم الفسيولوجية
- جمعية العلوم الطبية بجامعة كوينزلاند، هايتي
- الصندوق الوطني للبحث العلمي
- الجمعية السعودية لحديثي الولادة [الإنجليزية]
- الرابطة العالمية للقانون الطبي
- الاتحاد العالمي لتقويم العمود الفقري
- المنظمة العالمية لأطباء الأسرة

## أنظر أيضا
- مقياس CIOMS/RUCAM
- نموذج CIOMS I
- اليقظة الدوائية
- تجربة سريرية
- تنظيم السلع العلاجية

## روابط خارجية
- الموقع الرسمي لـ CIOMS
- منظمة الصحة العالمية - التنظيم والسلامة
- منظمة الأمم المتحدة للتربية والعلم والثقافة (اليونسكو) - الإعلان العالمي لأخلاقيات علم الأحياء وحقوق الإنسان